# 雪はのんのん
「雪はのんのん」（ゆきはのんのん）は、日本の楽曲。作詞：佐藤竜太、作曲：広瀬量平、編曲：石川皓也、歌：ボニージャックスと東京荒川少年少女合唱隊。
正式曲名は「雪はのんのん（熊っ子たちの子もり歌）」（ゆきはのんのん くまっこたちのこもりうた）。

## 概要
1969年12月 - 1970年1月にNHKの『みんなのうた』で紹介。
冬の山の穴で冬篭りをしているクマの親子と、クマの子の夢を表現した楽曲。1番と3番は冬篭りの様子で、2番はクマの子が春の河辺で活躍する夢を表現、そして1番と3番は静かなテンポだが、2番は一転して明朗活発な雰囲気に変わっている。映像は牧野圭一主催のアニメプロ「マキノプロ」で、『みんなのうた』は1969年8月 - 9月放送の「だれもいない海」に次いで2曲目。この後1972年には「春の風」、1973年には「地球を七回半まわれ」（カラーリメイク）を製作する。
衛星第2テレビ（現在のBSプレミアム）の『なつかしのみんなのうた』で、2006年9月5日・同年12月28日・2007年1月3日の3回に渡って、「フニクリ・フニクラ」と共に再放送されたのみで、地上波では全く再放送されなかったが、2010年12月 - 2011年1月に41年ぶりに再放送された。